# Linton (namn)
Linton är ett efternamn.

## Personer med namnet
- Arthur Linton, flera personer
  - Arthur Linton (cyklist) (1868–1896), walesisk tävlingscyklist
  - Arthur Linton (militär) (1891–1976), svensk överste
- Elisabeth Linton (född 1973), svensk-dansk regissör och dramaturg
- Eliza Lynn Linton (1822–1898), brittisk författare, journalist och feminist
- Johan Linton (född 1966), svensk arkitekt, formgivare och författare
- Magnus Linton (född 1967), svensk författare och journalist
- Margareta Linton  (1931–2011), svensk konstnär
- Michael Linton  (1933–1998), svensk-dansk historiker
- Otto Linton  (1880–1938), svensk väg- och vattenbyggnadsingenjör
- Ralph Linton (1893–1953), amerikansk antropolog